# Waardplant
Een waardplant of gastheer is een plant waarop een organisme, of virus, de voedingsstoffen vindt die het voor zijn groei en vermeerdering nodig heeft. Zo'n organisme kan een insect, spintmijt, schimmel, bacterie, halfparasitaire of parasitaire plant zijn. 

## Vlinders en planten
Onder andere spreekt men over een waardplant voor een plant waarop een vlinder haar eitjes afzet. Dit is meestal de plant waarvan de rups leeft, zodra die uit het ei is gekropen. Sommige vlinders zetten hun eitjes niet af op de waardplant, maar in de buurt, zodat de rups nog op zoek moet naar voedsel.
Sommige vlindersoorten zijn zeer kieskeurig; het verdwijnen van een enkele plantensoort kan betekenen dat een vlindersoort mee ten onder gaat. Tropische vlinders zijn (gemiddeld) kieskeuriger dan vlinders uit gematigder streken.

## Voorbeelden van insecten op waardplant
- Eikengalwesp op eiken
- Eikenprocessierups op de eik
- Eikenwespvlinder op de eik
- Gentiaanblauwtje op klokjesgentiaan
- Snuitvlinder op wilgen en populieren
- Witvlek-silene-uil op de nachtsilene

## Parasitaire en halfparasitaire planten
Soorten van de bremraapfamilie zijn parasitaire, bijvoorbeeld bremraap en schubwortel, en halfparasitaire, zoals hengel en ratelaar, planten, die groeien op de wortels van kruidachtige en verhoute planten. De maretak is een halfparasitaire plant, die groeit op de takken van bomen.